# 3180 Morgan
A 3180 Morgan (ideiglenes jelöléssel 1962 RO) a Naprendszer kisbolygóövében található aszteroida. Indianai Egyetem fedezte fel 1962. szeptember 7-én.